# Sonate pour piano no 10 de Mozart
Pour les articles homonymes, voir Sonate pour piano (homonymie).
La Sonate pour piano no 10 en do majeur, K. 330/300h, de Wolfgang Amadeus Mozart, est la première d'un cycle de trois sonates, aux côtés de la 11e en la majeur, K. 331/300i et de la 12e en fa majeur, K. 332/300j. Elle a probablement été composée en 1783, quand Mozart avait 27 ans. L'autographe se trouve à la Bibliothèque Jagellonne de Cracovie.

## Composition, éditions et postérité
Dans une lettre de juin 1784 à son père, Mozart fait mention de trois sonates en do, la et fa dont il aurait envoyé une copie à sa sœur et une à l'éditeur Artaria. Bien que certaines interprétations de correspondances antérieures puisse faire penser qu'elles ont été composées à Paris en 1778, la NMA retient la date probable de 1783 pour leur composition, à Vienne ou à Salzbourg. La sonate est publiée avec les deux autres en 1784 par Artaria à Vienne.
L'autographe conservé à Cracovie, daté de 1783, est presque complet (il manque la dernière page). La première édition par Artaria présente quelques différences notables avec ce manuscrit, notamment par des indications dynamiques plus nombreuses et par la présence d'un postlude au deuxième mouvement.
Comme les deux autres sonates du cycle, la sonate en do majeur fait partie des oeuvres pour piano les plus populaires de Mozart, présente dans toutes les éditions intégrales des sonates pour piano de Mozart (comme celle de Breitkopf & Härtel dès les années 1800), ainsi que dans des recueils de pièces faciles (volume 1B des Classiques favoris du piano par exemple).

## Analyse
La sonate est en trois mouvements :
1. Allegro moderato, en do majeur, à 
, 150 mesures, en 2 sections répétées deux fois (première section : mesures 1 à 58 et seconde section : mesures 59 à 150)[3]
2. Andante cantabile, en fa majeur puis fa mineur, à 
, 64 mesures, commençant par 4 sections courtes toutes répétées (jusqu'à la mesure 36), puis 28 mesures non-répétées (les 4 dernières étant absentes de l'autographe)[4]
3. Allegretto, en do majeur, à 
, 171 mesures, en  2 sections répétées deux fois (première section : mesures 1 à 68 et seconde section : mesures 69 à 171)[5]

- Durée de l'interprétation : environ 20 minutes

### Allegro moderato
Introduction du premier mouvement (la nuance forte est absente de l'autographe) :
L'indication de tempo est Allegro moderato, indiquant un tempo modéré malgré les valeurs brèves (doubles et triples croches) utilisées dans l'écriture. Le mouvement est proche de la forme sonate. Le premier sujet est exposé dès la première mesure en do majeur, et le second, d'une construction plus complexe, est exposé à la dominante sol majeur à partir de la mesure 19. Après une première reprise mesure 58 commence la deuxième section. Un développement de 29 mesures aboutit à une réexposition du premier sujet et du début du second quasiment à l'identique ; quelques changements dans l'ordre des épisodes du second sujet permettent un retour à la tonique dans la coda.

### Andante cantabile
Introduction du mouvement lent (là encore, les indications dynamiques sont absentes de l'autographe) :
Le mouvement central, Andante cantabile est à trois temps. et commence en anacrouse d'une demi-mesure ; ce décalage sera répété en début de chaque section. Un premier thème de 8 mesures, en fa majeur, est immédiatement répété, suivi d'un second thème de 12 mesures lui aussi repris. Le centre du mouvement module au ton homonyme de fa mineur, avec de nouveau deux courtes phrases (toutes deux de 8 mesures) avec reprises. Après 3 mesures de transition toujours en mineur, on revient en fa majeur avec une répétition intégrale des deux premières phrases sans reprise. L'autographe se termine là, mais la première édition comporte une coda de 4 mesures imitant en majeur le passage central.

### Allegretto
Introduction du mouvement final :
Le finale est indiqué Allegretto. On y retrouve la tonalité de do majeur ainsi que la forme sonate du premier mouvement. Le premier sujet, alternant à la manière d'un concerto les passages piano et forte, fait 32 mesures ; le second, à la dominante de sol majeur, aboutit à une reprise mesure 68. Après un court développement vient la réexposition du premier sujet (mesure 96), prolongé de quelques mesures pour amener la transposition du second dans la tonalité initiale de do majeur (mesure 132). Les 9 dernières mesures, absentes de l'autographe, ne sont connues que via les versions éditées.